# Wētā
Wētā ou weta é um inseto natural da Nova Zelândia, aparentando ser um grilo gigante. São classificados no gênero Deinacrida, que é uma palavra grega para gafanhoto.
São insetos pesados, com um corpo de até 10 centímetros de comprimento, contando com suas pernas e antenas, e pesando cerca de 20 a 30 g. O nome vem da palavra da língua Maori 'wētā'.
São conhecidas aproximadamente 70 espécies endêmicas de inseto conhecidas com wētā na Nova Zelândia. Algumas destas espécies são incluídas entre os maiores e mais pesados insetos do mundo. 
A fêmea possui um aguilhão, mas é realmente um ovipositor que permite a ela colocar os ovos dentro de madeira em apodrecimento.
A maior espécie de wētā é o Little Barrier Island, também conhecido como wetapunga. Os wetas gigantes tendem a ser menos sociais e menos agressivos do que os outros. Outra espécie de grande dimensão é o Hemideina maori.

## Hábitos e habitats
Dada sua capacidade em suportar variações na temperatura, os weta podem ser encontrados em uma grande variedade de ambientes, tanto montanhas, florestas, pastagens, grutas, arbustivas, terrenos urbanos e jardins. 
Possuem hábitos noturnos. Durante o dia se escondem em buracos no terreno. Durante a noite os weta saem de seus esconderijos para caçar suas presas e comer frutas.

## Valor para a paleontologia de invertebrados
Considera-se que os wētā podem ter sobrevivido praticamente inalterados morfologicamente desde o período Mesozoico, embora não existam evidências fósseis na atualidade.

## Papel ecológico
Considera-se que os weta tenham um significativo papel na dispersão de sementes. Entretanto, não são conhecidos por consumirem frutos carnosos e dispersarem as sementes após a sua passagem pelo seu aparelho digestivo. Os weta são entretanto eficientes na dispersão de sementes, fornecendo um exemplo de convergência ecológica entre organismos não relacionados.